# Trönninge (Halmstad)
Trönninge is een plaats in de gemeente Halmstad in het landschap Halland en de provincie Hallands län. De plaats heeft 1555 inwoners (2005) en een oppervlakte van 125 hectare.

## Verkeer en vervoer
Bij de plaats loopt de Riksväg 15.